# Elytrotetrantus cardatus
Elytrotetrantus cardatus is een keversoort uit de familie dwerghoutkevers (Cerylonidae). De wetenschappelijke naam van de soort werd in 1941 gepubliceerd door Hans John.